# Transafricaine 4
Transafricaine 4 est une route reliant la ville du Caire en Égypte à Le Cap en Afrique du Sud. La route traverse le territoire de neuf États africains et a une longueur totale de 10 228 km. La Commission économique pour l'Afrique, la Banque africaine de développement et l'Union africaine participent à la conception, à la construction et à l'entretien de cette autoroute.

## Histoire

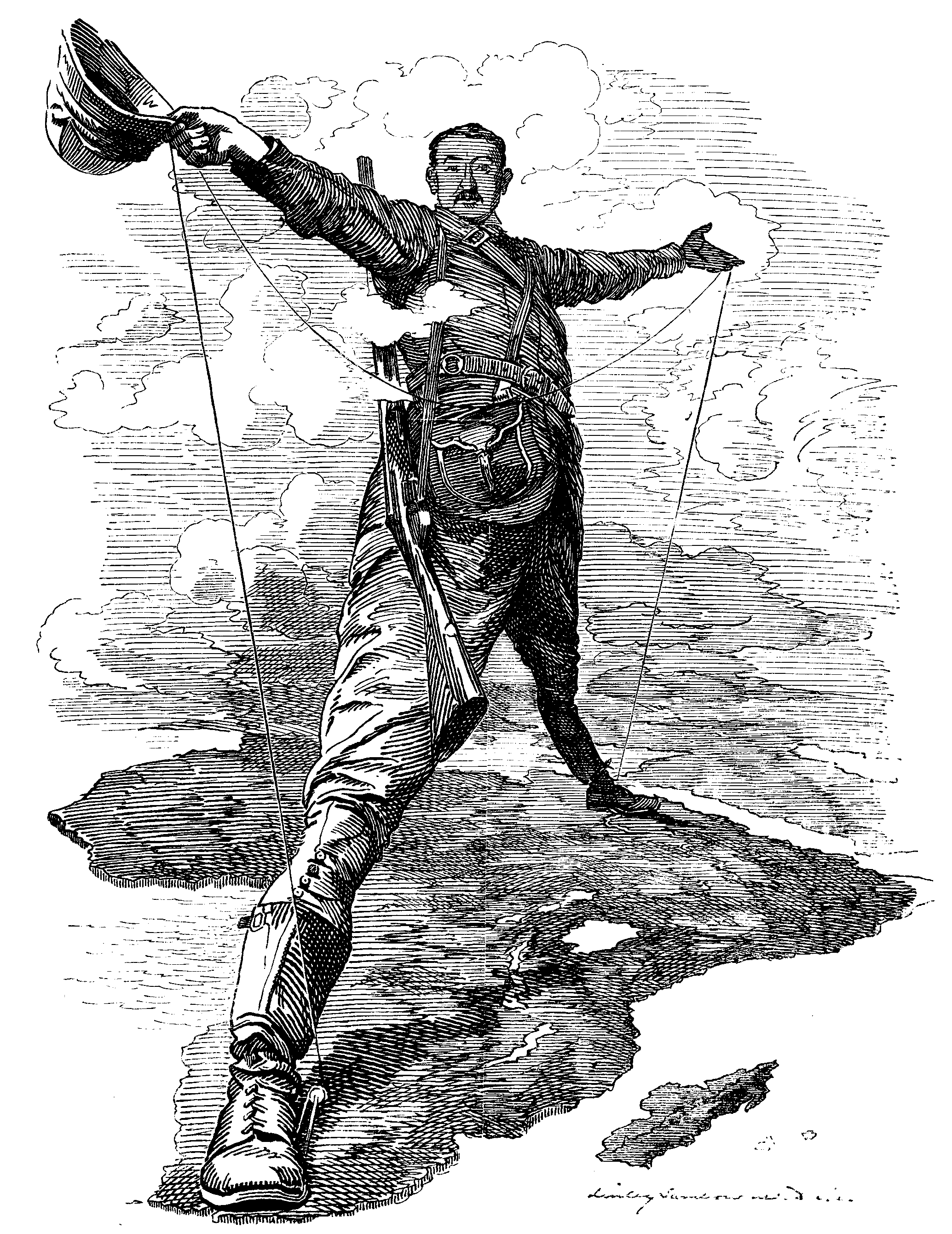
Colosse de Rhodes : caricature de Cecil Rhodes après avoir annoncé son intention de construire une ligne télégraphique et un Chemin de fer Le Cap – Le Caire.

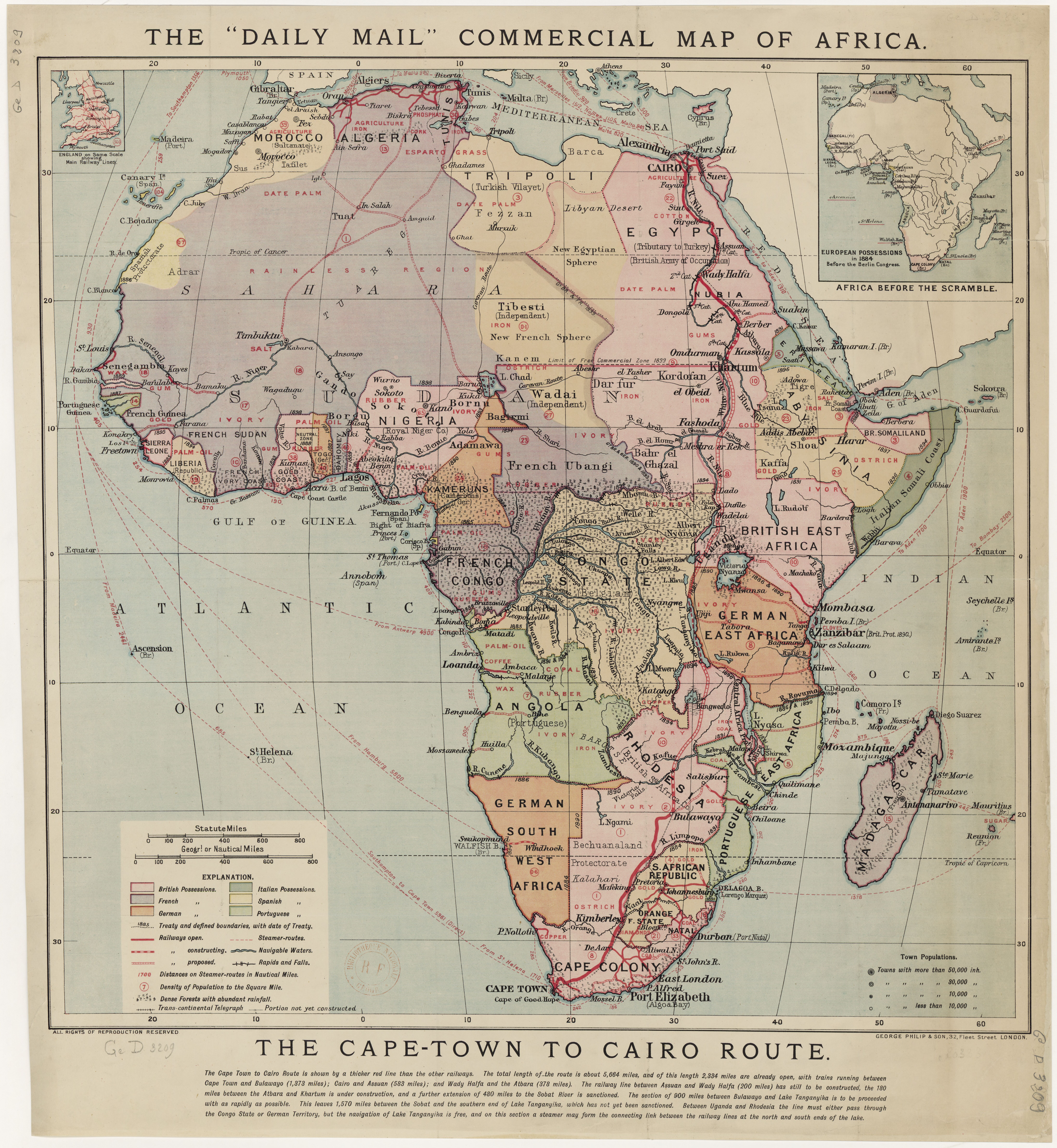
Carte de la route montrant les pays africains en 1930.

D'abord l’Empire britannique avait l’intention de construire une route traversant l’ensemble du continent africain afin de relier ses colonies d’Afrique de l’Est. La première proposition d'une route transcontinentale nord-sud a été faite en 1874 par Sir Edwin Arnold, alors rédacteur en chef du Daily Telegraph et sponsor de l'expédition d'Henry Morton Stanley en Afrique pour étudier le cours du Congo (fleuve). On pensait que cette route unirait les colonies africaines britanniques et donnerait à la Grande-Bretagne une influence politique et économique dominante sur le continent, consolidant ainsi sa position de puissance coloniale mondiale. L'un des principaux partisans du tracé était Cecil John Rhodes, bien qu'il préférait le chemin de fer.
Les adversaires des Britanniques se sont avérés être les Français, qui avaient une stratégie consistant à relier les colonies françaises par une route à grande vitesse d'ouest en est allant du Sénégal à Djibouti, dans la vaste partie nord de l'Afrique. Le Soudan et l’Éthiopie, alors encore invaincus, leur faisaient obstacle. En 1897, la France envoya une expédition dirigée par le major Marchand pour établir un protectorat dans le sud du Soudan et établir une route de transport à travers l'Éthiopie. Mais à Fachoda, un détachement français rencontre une flottille britannique sur le Nil. L'incident de Fachoda a failli conduire à une guerre à grande échelle entre l'Angleterre et la France, mais cette dernière s'est retirée.
L'Afrique orientale allemande (Tanganyika (pays) - aujourd'hui Tanzanie) restait un fossé entre les territoires britanniques. Mais Rhodes considérait l'Allemagne comme un allié naturel et, peu avant sa mort, il persuada l'Guillaume II (empereur allemand) d'autoriser le passage de la ligne télégraphique transafricaine Le Caire-Cape Town à travers la colonie allemande. En 1918, le Tanganyika est devenu britannique et l'écart dans les territoires a été comblé.
La première tentative connue de voyage en voiture du Cap au Caire a été faite par le capitaine Kelsey en 1913-1914, mais il a été tué par un léopard en Rhodésie. Le premier road trip réussi du Cap au Caire fut l'expédition du major Chaplin Court Treatt (en), décrite par son épouse Stella Court Tritt. Au cours de ce voyage, deux camions légers Crossley quittent Cape Town le 23 septembre 1924 et arrivent au Caire le 24 janvier 1926.
Durant l’entre-deux-guerres, la construction et la reconstruction de nombreuses autoroutes se sont intensifiées, les organisant en une seule route transcontinentale. Son tronçon le plus célèbre était la Grande route du Nord (Zambie). Parallèlement, un panneau indiquant le milieu de la route a été installé à Arusha (Tanzanie).

## Quelques changements dans les plans initiaux
Lors de la conception de l'autoroute transcontinentale, diverses propositions ont été envisagées pour créer la route la plus courte et la plus directe, sur le chemin de laquelle se trouvent des rivières à hautes eaux, des déserts sans vie, des marécages, des jungles infranchissables, des montagnes dangereuses et des zones de guerre. Compte tenu du retard économique et technologique de l’Afrique et du financement totalement insuffisant pour la construction, il était nécessaire de rechercher des solutions de contournement plus simples, mais pas toujours meilleures.
Une route acceptable semblait passer par le sud, le long du Nil, qui longeait ensuite les forêts équatoriales par l'est le long des rives des lacs Alberta, Victoria et Tanganyika. Une route acceptable semblait passer par le sud, le long du Nil, qui longeait ensuite les forêts équatoriales par l'est le long des rives des lac Albert, lac Victoria et lac Tanganyika. Ensuite, la route a dû se diriger vers l'ouest pour surmonter le large et tumultueux fleuve Zambèze le long du pont des chutes Victoria, construit en 1904-1905 — le seul pont sur cette rivière à cette époque. Et après ce pont - encore une fois vers l'est, en contournant le sensuel désert du Kalahari, puis - encore une fois vers l'ouest jusqu'à la destination finale du Cap.
À proximité des grandes colonies il existait déjà des chemins de terre destinés au déplacement des charrettes tirées par des animaux domestiques. Avec l'avènement du transport routier lourd et rapide, ces routes ont commencé à être nivelées, élargies et recouvertes de gravier (granulat), de béton ou d'asphalte. Les meilleures routes se sont avérées être celles menant aux capitales des États. Par conséquent, l'autoroute Le Caire-Cape Town est devenue largement inter-capitales, et son centre géographique s'est déplacé vers l'est, en raison du passage par la capitale du Kenya — Nairobi et par la capitale de la Tanzanie — Dodoma.
Comme il est impossible de rendre la route droite, il a été proposé de faire un détour encore plus grand vers l'est, afin que la route longe la côte de l'océan Indien, densément peuplée et économiquement plus développée. Mais les territoires de l’Éthiopie, de la Somalie et du Mozambique n’étaient pas considérés comme des colonies britanniques.
L'Afrique du Sud est une région plus développée, où il a été relativement facile de construire une section de redressement de l'autoroute à l'écart des zones densément peuplées de Harare, Pretoria et Johannesburg.
Après la Seconde Guerre mondiale et la destruction du système colonial britannique, la route a été relancée dans les années 1980. En raison du régime d'apartheid de l'époque, l'Afrique du Sud était exclue de la route générale. Par conséquent, dans les documents, l'autoroute pourrait être désignée comme «autoroute Le Caire-Gaborone» ou «autoroute Le Caire-Pretoria».
Avec la séparation de la partie sud du Soudan et la guerre civile sud-soudanaise de 2013 à 2020, l’autoroute dans cette partie est devenue très mauvaise et souvent impraticable. Par conséquent, les automobilistes préfèrent généralement la route passant par l’Éthiopie. La frontière entre le Soudan et le Soudan du Sud a été fermée en 2011 et rouverte seulement en 2022,. La route d'Isiolo au Kenya à Moyale, à la frontière éthiopienne, à travers le désert du Nord du Kenya, a cessé d'être dangereuse à cause des bandits et est maintenant asphaltée, contrairement à la désignation graphique sur la figure-la carte de l'Afrique de l'est. La partie éthiopienne est entièrement goudronnée, bien que la majeure partie de la partie éthiopienne soit montagneuse, ce qui peut rendre les tronçons dangereux.

## Caractéristiques de la piste moderne

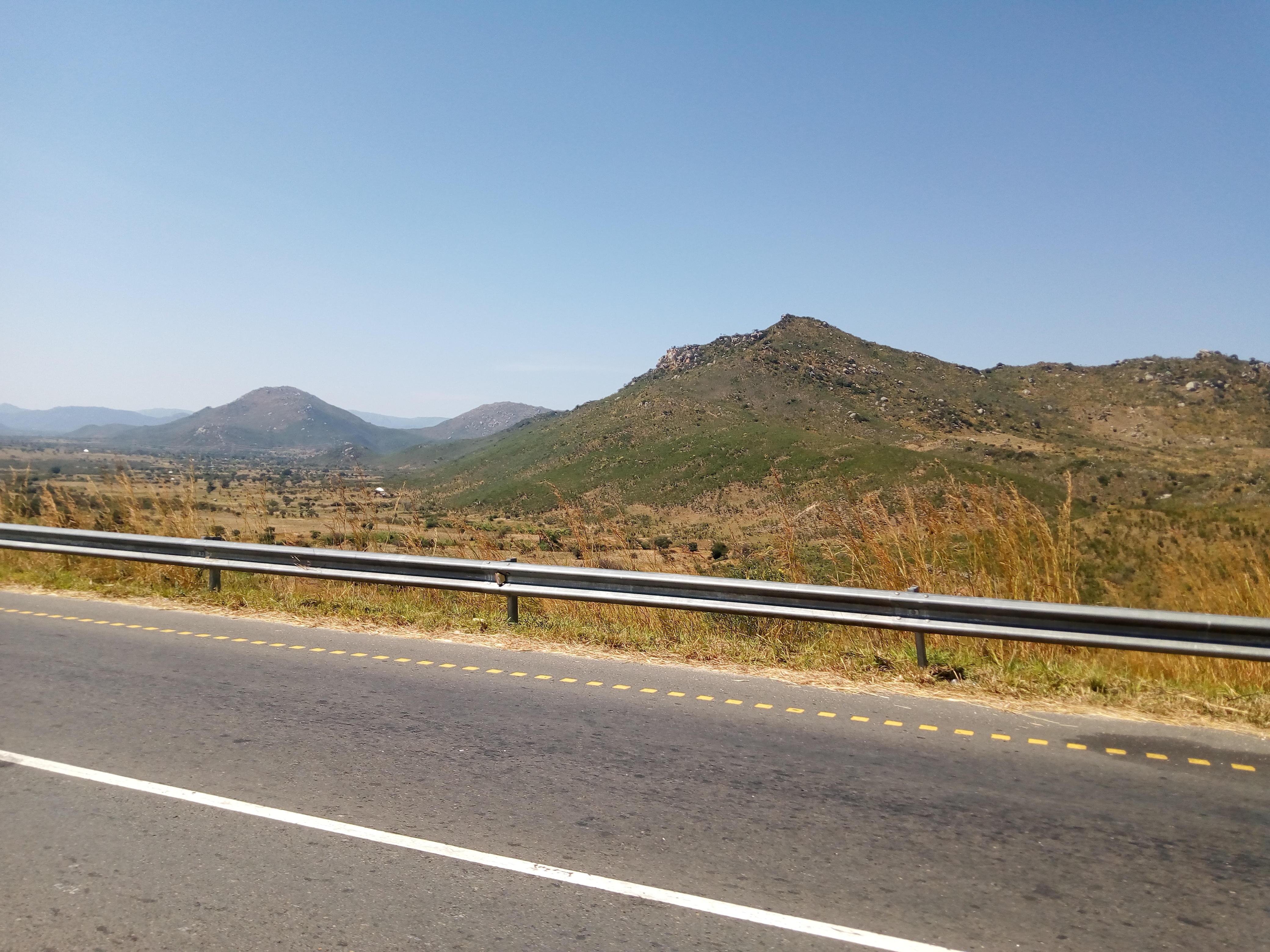
Paysage entre Iringa et Dodoma.

En Égypte, du Caire au sud jusqu'au haut barrage d'Assouan, sur les deux rives du Nil, il existe (et d'autres sont en cours de construction) plusieurs routes de bonne qualité, notamment des autoroutes à quatre voies avec des échangeurs à plusieurs niveaux.
Commence alors la partie la plus difficile de tout le voyage du Cap au Caire. Il n'y a presque aucune route le long des rives du lac Nasser. Le niveau d'eau change constamment en fonction de la saison des pluies dans le haut Nil. Les déversements peuvent inonder de très grandes zones désertiques, érodant rapidement les rives sablonneuses instables. Et là où les rives de roches dures, couper à travers eux la route est trop coûteux, même l'Egypte économiquement développée. De l'est au lac artificiel s'approche le désert de Nubie sensuel, et de l'ouest — le Sahara. Les routes de contournement dans ces deux déserts sont déjà aménagées, mais il n'est pas recommandé de les parcourir sans formation supplémentaire des voitures et des équipages. Depuis Assouan ou de la ville musée d'Abou Simbel, la plupart des voitures sont transportées par ferry (bateau) jusqu'à la ville soudanaise de Wadi Halfa.
Le long de la route soudanaise A1, la route continue le long du Nil à travers la ville de Dongola, et depuis la ville de Nizeiza, elle parcourt environ 300 kilomètres à travers le désert jusqu'à la capitale du Soudan — Khartoum. Il y a une option pour surmonter le chemin à l'est — à travers Atbara.
Entre Wad Madani et la ville éthiopienne de Wereta, l'autoroute coïncide avec une Transafricaine 6 — l'autoroute N'Djamena (Tchad)-Djibouti.
À l'entrée du Kenya, la circulation à gauche commence et continue jusqu'au Cap. À Nairobi, l'autoroute Le Caire-Cape Town croise l'Transafricaine 8 Lagos (Nigeria)-Mombasa. Le tronçon de route reliant Arusha à Babati et Dodoma, la capitale tanzanienne, jusqu'à Iringa, dans le centre de la Tanzanie, est entièrement asphalté et praticable pendant la majeure partie de l'année, malgré la ligne pointillée sur la carte.
Entre Iringa en Tanzanie et Kapiri Mposhi en Zambie, via Tunduma et Mpika, se trouve une route régionale importante, la Tanzam Highway (en), la première et la plus fréquemment utilisée liaison reliant l'Afrique de l'Est à l'Afrique du Sud. Le tronçon tanzanien est désigné comme la route nationale T1 (Tanzanie) et le tronçon zambien est désigné comme la route T2 (Zambie) (en), qui est encore parfois appelée Grande route du Nord (Zambie). De kapiri-Mposhi, la route entièrement asphaltée tourne vers le Sud à travers Kabwe et Lusaka jusqu'au pont sur la rivière Kafue, puis vers le Sud-ouest à travers Mazabuka et Choma jusqu'à Livingstone et Chutes Victoria, où la route traverse le fleuve Zambèze et pénètre au Zimbabwe. La section de Kapiri Mposhi au pont de Kafue est partagée avec une autre Transafricaine 9 (en) Beira (Mozambique)-Lobito (Angola).
La route qui traverse le Zimbabwe est également asphaltée. Appelée route A8 (en), elle s'étend vers le sud-est de Chutes Victoria à Bulawayo, puis, comme la route A7 (Zimbabwe) (en), tourne vers le sud-ouest, traverse Plumtree et traverse la rivière Ramokgwebana bordant le Botswana, continuant à travers la ville de Francistown. Au Botswana, la route est goudronnée et depuis la frontière du Zimbabwe, elle forme une seule route A1 (Botswana) (en) passant par Francistown, Palapye, Gaborone et Lobatse jusqu'à Ramatlabama, à la frontière sud-africaine, où la route est également goudronnée. En Afrique du Sud, l'autoroute se dirige vers le sud d'abord sur la  passant par Mafikeng et Warrenton (en), puis sur la  passant par Kimberley jusqu'à Beaufort West, et enfin sur la  se terminant au Cap.

## L’émergence de routes alternatives
Il existe tout un réseau d’itinéraires alternatifs en Afrique du Sud. Celui du Cap sur la route   traverse Johannesburg, Pretoria et Beitbridge, à la frontière du Limpopo, où un pont routier a été construit en 1929. A travers le Zimbabwe, la route A4 (en) (R1) va jusqu'à Harare, puis la — A1 (route R3 (en)) jusqu'au poste frontière de Chirundu, où les Ponts de Chirundu sur le fleuve Zambèze ont été construits en 1939, après quoi la piste continue en Zambie comme la route T2 vers Lusaka. Depuis Lusaka, la Grande route du Nord (Zambie) continue son itinéraire vers la Tanzanie sous le nom de route T2, connue sous le nom d'autoroute Tanzam.
En 1973, dans la ville Tete (Mozambique), les Portugais ont construit le routier pont Samora-Machel d'un kilomètre de long sur le fleuve Zambèze, et en 2014, son complément, le pont Kassuende, est apparu à environ six kilomètres de ce pont. Désormais, la route du Cap au Caire peut traverser des zones densément peuplées, et un nombre beaucoup plus grand de conducteurs peuvent emprunter cette route.
Le plus en aval du Zambèze est le pont Armando Emilio Guebuza, long de 2 376 mètres, construit en 2009, près de la ville de Caia (Mozambique). Mais le réseau routier au Nord du Mozambique, près de la frontière avec la Tanzanie, laisse encore beaucoup à désirer, de sorte que la route la plus orientale à travers le continent africain — le long de la côte de l'océan Indien — n'est pas la plus pratique.